# Раул Гонзалез
Раул Гонзалез Бланко (шп. Raúl González Blanco; Мадрид, 27. јун 1977) је бивши шпански фудбалер који је играо на позицији нападача. Раул је истакнути шпански фудбалски репрезентативац, са преко 100 наступа за репрезентацију Шпаније, чији је други најбољи стрелац свих времена са постигнута 44 поготка. Са постигнутим 71 поготком, трећи је најбољи стрелац свих времена Лиге шампиона. Тренутно је тренер  Реал Мадрида Б.

## Клупска каријера

### Омладинске године
Каријеру је почео у малом локалном клубу Сан Кристобал де лос Анђелес (јужно предграђе Мадрида). Ту су га уочили скаути Атлетика и довели га у своје редове. Са њима је Раул освојио кадетско првенство Шпаније. Пошто је председник клуба Хесус Гил због смањења трошкова донео одлуку да се затвори Атлетикова омладинска академија, Раул је прешао у кадете Реала. Кроз млађе категорије изборио је пут до стварања легенде у белом дресу.

### Реал Мадрид
Професионалну каријеру почео је у сезони 1994/95., у Реаловој Ц екипи. Ту је у само 7 утакмица постигао 13 голова, па га је тадашњи тренер Реала Хорхе Валдано одмах пребацио у први тим, у којем је заменио легендарног Емилија Бутрагења. Са 17 година и 124 дана постао је најмлађи играч првог Реаловог тима у историји, али је тај рекорд после срушио Алберто Ривера крајем исте сезоне, а 29. октобра 1994. на гостовању код Сарагосе асистирао је за гол Ивану Заморану, одушевивши свестраном игром и најавивши Бутрагењов одлазак из клуба. Већ следећу утакмицу, у дебију пред домаћом публиком, постигао је свој први сениорски гол у својој другој професионалној утакмици, и то управо против Атлетика, у градском дербију. Раул се те сезоне учврстио у првој екипи и помогао освајању шпанске лиге.
Са Реалом је освојио и првенства у сезонама 1996/97. где је био стрелац 21 гола, 2000/01. где је дао 24 гола и 2002/03. са 16 голова. Те исте сезоне у једноме делу није наступао због опоравка од упале слепог црева. У периоду од 1998. до 2002. Раул и Реал Мадрид освојили су и 3 трофеја Лиге шампиона (1998, 2000, 2002). Већину овог времена Раул је у нападу одлично сарађивао са Фернандом Моријентесом, а касније је ту био опасан двојац заједно с Роналдом. Преузео је капитенску траку 2003. године када је из клуба отишао Фернандо Јеро и носио је све до преласка у Шалке. Иако је наступао у два финала Купа краља (2002. и 2004.) где је у првом био чак и стрелац, никад није освојио то такмичење.
Постао је први играч са 50 голова у Лиги шампиона када је 28. септембра 2005. био стрелац у победи 2-1 против Олимпијакоса, а такође је рекордер и по броју утакмица у овом такмичењу (128 досад). Осим тога, први је играч који је био стрелац у 2 финала Лиге шампиона (против Валенсије на Стад де Франс  2000. и против Бајера из Леверкузена на Хемпден парк у 2002). Касније су исту ствар успели постићи Самјуел Ето (против Арсенала 2006. и против ФК Манчестер јунајтеда 2009), и Лионел Меси (такође 2009. и 2011. против истог клуба).
Раул се одликује по томе што у 17-годишњој каријери никада није добио црвени картон, штавише, у првих 13 сезона добио је само 19 жутих картона. Свој 300. гол у Реаловом дресу (у свим такмичењима) постигао је хет-триком у Купу краља против Реал униона (Реал Мадрид је добио утакмицу 4:3, али је Реал Унион укупним резултатом 6:6 ипак прошао даље због више голова у гостима). Укупно је за Реал постигао 323 гола, срушивши дугогодишњи клупски рекорд од 227 који је држао Аргентинац Алфредо ди Стефано голом из волеја против Спортинга из Хихона 15. фебруара 2009. Такође је најбољи стрелац од активних играча у историји Шпанске лиге са 228 голова и налази се на 3. месту вечне листе стрелаца док су испред њега само Телмо Зара са 251 голом и Хуго Санчез са 234.
Године 2008. Раул и његовом дугогодишњем саиграча из свлачионице, Икеру Касиљасу, додељени су "доживотни" уговори са Реалом (чији су услови одређивали да ће сваке године бити обнављани докле год њих двојица одиграју сваки по 30 утакмица у сезони). 23. септембра 2009. Раул се по броју наступа за Реал у Примери изједначио са још једном Реаловом легендом, Манолом Санчизом јер су оба у том тренутку имали по 523 одигране утакмице. На крају је дошао до бројке од 550 утакмица у Реаловом дресу, а по броју наступа у Примери налази се на 2. месту, одмах иза Андонија Зубизарете, који има 622.
Последњи сусрет са лоптом у Реаловом дресу, пре него што га је повреда удаљила са терена до краја сезоне 2009/10, био је 24. априла 2010. кад је постигао водећи гол у победи 1:2 против Сарагосе, на истом стадиону на којем је пре 16 година дебитовао у шпанском првенству. Гол је пао у 50. минуту када је Раул, који је и сам у 15. минуту заменио Рафаела ван дер Варта, сигнализирао да не може одиграти утакмицу до краја и већ се припремао да уместо њега уђе Бензема. Но само минут пре те измене Реал је кренуо у контранапад. Иако се Раул више "вукао" по терену него што је трчао, довукао се у 16-ерац и угурао лопту у мрежу након асистенције Кристијана Роналда. Пошто је остатак сезоне провео опорављајући се од ове повреде, Реал је 25. јула 2010. потврдио да ће Раул напустити клуб, дан пошто је Гути потврдио да и он одлази из Реала након 15 година. Иако је нови Реалов тренер Жозе Мурињо желео да Раул остане, сам Раул није желео провести наредну сезону као Мурињов трећи или четврти избор за нападача и мислио је да је боље да оде из Реала јер је још увек могао приказати добре игре у другом клубу.

### Шалке 04
28. јула 2010. Раул је потписао двогодишњи уговор са Шалкеом, чији је тренер Магат поздравио овај трансфер, изјавивши за клупску веб-страницу]: „То је велика вест за Шалке 04, задовољан сам што смо успели довести таквог изврсног играча и нападача светске класе у Шалке и Бундеслигу“. Први гол за нови клуб постигао је већ у својој првој утакмици 1. августа 2010. у победи 3:1 у финалу немачког ДФБ Купа против Бајерна. Службени деби је имао 7. августа, и то у немачком Суперкупу, такође против Бајерна, који се овај пут осветио, победивши 2:0. Бундеслигашки деби имао је 21. августа, у поразу 2:1 од ХСВ-а, а бундеслигашки првенац постигао је 25. септембра у ремију 2:2 против Борусије из Менхенгладбах, и то изједначујући гол у 87. минуту. Након нешто мирнијег старта вратио се у голгетерску форму 5. новембра са два гола у победи 3:0 против Ст. Паулија, а већ 20. новембра постигао је свој први бундеслигашки хет-трик у победи 4:0 против Вердера из Бремена. 18. децембра постигао је други хет-трик у победи 3:0 против Келна.
Био је стрелац још једног кључног гола у полуфиналу Немачког купа против Бајерна 2. марта 2011, када је Шалке славио 0:1 на Алијанц Арени и тако се после 6 година паузе пласирао у финале, где их је чекао друголигаш Дуизбург. Раул, који никад није освојио Куп краља у Шпанији, са Шалкеом је коначно дошао до трофеја купа у Немачкој након убедљиве победе у финалу од 5-0 на Олимпијском стадиону у Берлину, што је и његов први трофеј са новим клубом. Два месеца након овог трофеја стигао је још један, овај пут у Суперкупу против првака, Борусије из Дортмунда.
У УЕФА-иним такмичењима Раул је најбољи стрелац у историји са 79 голова досад, испред Милановог ветерана Филипа Инзагија, који има 9 мање. Од тога је 71 постигао у Лиги шампиона (66 за Реал и 5 за Шалке), два за Реал у европском Суперкупу 2000. и Интерконтиненталном купу 1998. и шест за Шалке у Европској лиги. 22. октобра 2010. постигао је 2 гола против Хапоела из Тел Авива, чиме се изједначио на 1. месту листе стрелаца у европским такмичењима с Гердом Милером, а рекорд је срушио 15. фебруара 2011. постигавши кључни гол у гостима у осмини финала Лиге шампиона против Валенсије (1:1). У четвртфиналу против миланског Интера постигао је 2 гола, по 1 у обе утакмице (2:5 на Сан Сиру и 2-1 на Велтинс арени). Тако је Шалке први пут у својој историји ушао у полуфинале Лиге шампиона, али је у њему бољи био Манчестер јунајтед (0:2 у Гелзенкирхену и 4:1 на Олд Трафорду). 19. новембра 2011. први пут је предводио Шалке као капитен када Ховедес није могао да наступи због повреде. То је била утакмица против Нирнберга, а Шалке је уверљиво славио 4:0 (Раул је био стрелац за 2:0 и асистент гола за 4:0).
Занимљиво, 17. децембра 2011, 13 месеци пошто је против Вердера постигао свој први бундеслигашки хет-трик, Раул је постигао још један хет-трик против истог клуба. Био је стрелац прва 3 гола у високој победи 5:0 која је Шалкеу осигурала 3. место пре зимске паузе.
19. фебруара 2012. постигао је свој 400. гол у каријери (323 за Реал, 44 за Шпанију и 33 за Шалке, у том тренутку).
Раул је крајем сезоне 2011/12. објавио да напушта Шалке захваљујући се навијачима, саиграчима и управи. Иако га је главни спонзор Газпром, па и сам руски председник Владимир Путин, покушао задржати у клубу, то није успело. Клуб је, како би му се захвалио за све што је учинио у две сезоне, повукао Раулов број седам из употребе.

### Ал Сад
12. маја 2012. Раул је потврдио да одлази у катарски Ал Сад. 23. септембра 2012. Раул постиже два поготка у 5:2 победи против ФК Катара и бива проглашен најбољим играчем утакмице.

## Репрезентативна каријера
Репрезентативну каријеру почео је у јуниорском периоду и био је члан младе репрезентације Шпаније на СП за јуниоре 1995. где је у 5 утакмица постигао 3 гола. Укупно је постигао 17 голова за разне шпанске омладинске репрезентације. У сениорској је наступао дуго времена и постигао 44 гола у 102 утакмице и до 25. март 2011, када га је претекао Давид Виља, био је најбољи стрелац „Фурије“ у историји.
Од та 44 гола 32 је постигао у такмичарским утакмицама (од тога 6 на светским или европским првенствима), а 12 пријатељским сусретима. 27. марта 1999. у квалификацијама за Еуро 2000. постигао је 4 гола (1 од његова 2 хет-трика за репрезентацију) у високој победи над Аустријом 9:0. Само 4 дана касније постигао је и други хет-трик против Сан Марина.
Када се 2002. дотадашњи капитен Јеро повукао из репрезентације, Раул је преузео капитенску траку и носио је наредне 4 године.
Занимљиво је да је његова репрезентативна каријера почела и завршила тако што је био изостављен из селекција за европско првенство. Упркос томе што су Раулове прве 2 сениорске сезоне биле успешне, тадашњи селектор Хавијер Клементе није га позвао за Еуро 1996. у Енглеској и морао је чекати до октобра те године на свој репрезентативни деби у утакмици против Чешке, а већ у наредној утакмици против Југославије постигао је свој репрезентативни првенац. Наступао је на 3 светска првенства (1998, 2002. и 2006.) и 2 европска (2000. и 2004.), постигавши барем 1 гол на сваком од та 3 СП-а. 2002. године постигао је 3 гола у групној фази, али се затим повредио у утакмици против Ирске, чиме је првенство за њега било готово.
Раул није позван у репрезентацију од септембра 2006, тј од пораза 3:2 против Северне Ирске у Белфасту (када је Раул при крају утакмице погодио стативу), укључујући и изостанак са Еура 2008. јер је тадашњи селектор Арагонес дао предност Торесу и Виљи). На месту капитена заменио га је Касиљас, који је 2010. подигао трофеј светског првака.